# Barbed Wire
Barbed Wire é um filme norte-americano de faroeste lançado em 1952, escrito por Gerald Geraghty [en], dirigido por George Archainbaud [en], e estrelado por Gene Autry, Anne James e William Fawcett. 
O filme foi filmado de 10 a 20 de dezembro de 1951 e teve um orçamento operacional de US $ 58.864,36 (igual a US $ 568.285 hoje).

## Sinopse
O filme é sobre um comprador de gado que vai ao Texas para investigar porque as trilhas de gado para o Kansas estão bloqueadas.

## Elenco
- Gene Autry como Gene Autry
- Anne James como Gay Kendall
- Pat Buttram [en] como "Buckeye" Buttram
- Leonard Penn [en] como Steve Ruttledge
- William Fawcett como John S. 'Tio John' *Copeland
- Michael Vallon como Homesteader August Gormley[2]